# یونکرس تی.۲۱
یونکرس تی. ۲۱ (به انگلیسی: Junkers T.21) یک هواگرد ساختِ کارخانهٔ یونکرس در کشور آلمان است. نخستین استفاده‌کنندهٔ این هواپیما نیروی هوایی شوروی بوده‌است. این هواگرد برای نخستین بار در ۱۲ ژوئن ۱۹۲۳ میلادی مورد استفاده قرار گرفت.